# Джеймс Крамфолз
Джеймс Крамфолз  (англ. J.W. Krumpholz, 22 вересня 1987) — американський ватерполіст, олімпійський медаліст.

## Виступи на Олімпіадах
| Олімпіада  | Дисципліна | Місце |
| ---------- | ---------- | ----- |
| Пекін 2008 | водне поло | 2     |